# Готфрид фон Бисмарк-Шьонхаузен
Готфрид фон Бисмарк-Шьонхаузен (на немски: Gottfried von Bismarck-Schönhausen) е германски политик, участвал в опита за убийство на фюрера Адолф Хитлер от 20 юли 1944 г.

## Биография
Роден в Берлин, той е внук на канцлера Ото фон Бисмарк. Готфрид фон Бисмарк-Шьонхаузен е член на нацистката партия и през 1933 г. е избран за Райхстага като нацистки представител. През 1935 г. става председател на регионалния съвет (Regierungspräsident) за Стетин, а по-късно и за Потсдам. През 1937 г. се жени за братовчедка си, графиня Мелани Хойос във Виена. До 1944 г. е с ранг бригадефюрер в СС.
От 1942 г. обаче Бисмарк се противопоставя на продължаването на Втората световна война и контактува с други членове на германската аристокрация, работещи срещу нацисткия режим - като шефа на Берлинската полиция Волф-Хайнрих фон Хелдорф, полковник Клаус фон Щауфенберг и генерал Фридрих Олбрихт - с цел започване на преговори със западните съюзници. Той е наясно с подготовката за заговора от 20 юли за убийството на Адолф Хитлер, но не е пряко замесен в него.
След неуспеха на плана стават ясни връзките на Бисмарк със заговорниците. Той е изключен от СС и Райхстага. Поради известното му име и много големи връзки обаче не го сполетява съдбата на повечето активни заговорници. Бисмарк не е арестуван до август и не е измъчван. През октомври 1944 г. е оправдан от обвиненията срещу него от Народна съдебна палата, но въпреки това е изпратен в концентрационния лагер Захсенхаузен, където е относително добре третиран. През април 1945 г. е освободен от Червената армия.
През септември 1949 г. той и съпругата му загиват при автомобилна катастрофа във Ферден, близо до Бремен.